# Histoire de Limoges

Les armes de la ville de Limoges se blasonnent ainsi :
De gueules au buste de saint Martial d'argent, habillé et nimbé d'or, accosté en chef des lettres onciales S et M du même ; au chef d'azur chargé de trois fleurs de lys d'or.
Historique : au Moyen Âge, Limoges adopte pour emblème l'effigie de saint Martial, son premier évêque, qui évangélise le Limousin au IIIe siècle. Le chef de France fut attribué à la ville, en 1421, par le dauphin, futur Charles VII, en l'honneur de la résistance des habitants contre les Anglais.

L'histoire de Limoges, ville du grand Sud-Ouest de la France, remonte à plus de deux mille ans, avec la fondation d'une cité gallo-romaine, à la fin du Ier siècle av. J.-C., sous le nom d'Augustoritum. Au Moyen Âge, la ville reprend son développement de manière bicéphale, partagée entre la Cité épiscopale et le Château vicomtal. Le développement de l'abbaye Saint-Martial sert le rayonnement culturel et religieux de la ville. Les deux villes sont définitivement réunies à la Révolution, et Limoges est érigée en préfecture du nouveau département de la Haute-Vienne.

## Protohistoire

### La capitale des Lémovices, le plus grand oppidum de la Gaule
L'emplacement originel de la capitale des Lémovices (province gauloise) est probablement situé à quelques kilomètres au sud-est de Saint-Léonard-de-Noblat, au lieu-dit de Villejoubert (commune de Saint-Denis-des-Murs) sur le plateau dominant le confluent Vienne-Maulde, en amont du Limoges actuel. Il s'agit d'un très grand oppidum d'environ trois-cents hectares, cerné en grande partie par un murus gallicus. Des fouilles archéologiques, très partielles, y ont révélé une occupation de la fin de l'indépendance gauloise. Cependant, certains historiens préfèrent opter pour le bourg de Saint-Gence, où les découvertes archéologiques datant de la période gauloise sont particulièrement riches.

## Antiquité

### L'époque romaine: Augustoritum
Limoges a été fondée par les Romains vers l'an 10 avant notre ère sous le nom d'Augustoritum. L'empereur Auguste décide en effet la fondation d'une nouvelle capitale des Lémovices, dans le cadre de la réorganisation des cités et des provinces gauloises de l'empire romain.
Un vaste coteau surplombant un gué sur la Vienne est choisi comme site d'implantation de la nouvelle ville. Orienté au sud-est et en pente douce et régulière, ce coteau est moins exposé au gel hivernal.
De plus, la ville est placée au carrefour entre l'itinéraire reliant la Méditerranée à l'Armorique et la « Via Agrippa », reliant Lugdunum (Lyon) et Mediolanum Santonum (Saintes).
Le nom d'Augustoritum est donné à cette nouvelle ville. Ce nom est dérivé de rito (gué en langue gauloise), et Augusto (en hommage à l'empereur Auguste, grâce à qui la ville a vu le jour). Augustoritum est donc « le gué d'Auguste ».
La ville est construite suivant un réseau de rues parallèles orientées sud-est / nord-ouest, venant croiser en angle droit un autre réseau de rues parallèles orientées nord-est / sud-ouest. Un quadrillage presque parfait est ainsi dessiné, suivant le schéma d'urbanisme en usage chez les Romains.
L'amphithéâtre
Sûrement bâti à la fin du Ier siècle, il est aujourd'hui à peine visible. Il était situé un peu à l'écart de la ville romaine et avait la forme d'un ovale de 136 mètres par 115 mètres. C'est le monument d'Augustoritum qui a le plus marqué la population car il a subsisté en partie jusqu'en 1718 avant d'être enfoui sous la promenade de l'Intendant d'Orsay. Des fouilles archéologiques, menées dans les années 1970, ont permis la découverte d'importants vestiges, depuis réenfouis.
Le théâtre
Des restes de cet autre monument de spectacle ont été découverts récemment en bordure de la Vienne, quai Saint-Martial et place Sainte-Félicité. Augustoritum est l'une des rares villes de l'époque à posséder à la fois un amphithéâtre et un théâtre.
Les thermes romains
Les thermes dits « des Jacobins » (situés au niveau de l'actuelle place des Jacobins (Limoges) datant du IIe siècle et richement décorés, étaient parmi les plus imposants de la Gaule. Ils ont malheureusement été détruits dans leur quasi-intégralité pour construire un parking. En 2004 des fouilles dans l'actuel jardin de l'évêché ont permis de découvrir de nouveaux thermes, datant probablement du Bas-Empire.
Le forum
Il mesurait cent mètres de large pour plus de trois-cents de long. Implanté au sommet d'un replat dominant toute la ville, il en marquait le centre. Son emplacement est aujourd'hui marqué par l'actuel Hôtel de Ville. Une mosaïque trouvée à proximité du Forum, en contrebas de la Bibliothèque francophone multimédia, a été réinstallée au rez-de-jardin de celle-ci et est visible depuis les espaces publics (entrée libre). Elle présente deux tapis géométriques dont l'un s'orne d'un sujet figurant vraisemblablement une lionne. Cette mosaïque est le seul vestige visible sur place d'un immense chantier archéologique ayant mis au jour un très intéressant quartier gallo-romain. Il a été détruit afin d'édifier la médiathèque et la faculté de Droit.
Les sanctuaires
Aucun temple gallo-romain n'a été identifié à Limoges. Selon la tradition, un temple consacré à Vénus, Diane, Minerve et Jupiter se serait élevé là où se trouve l'actuelle cathédrale. Des fouilles devaient avoir lieu en 2004 pour confirmer cette hypothèse.

### Limoges au Bas Empire
Du IIIe à la fin du IVe siècle, Augustoritum, dont le site devient « le Château », est progressivement abandonnée en raison de l'insécurité provoquée par les invasions germaniques. La population se concentre sur un lieu plus facilement défendable, le puy Saint-Étienne, sur lequel, au Moyen Âge, est édifiée la cathédrale Saint-Étienne de Limoges et qui devient « la Cité ».
Bien peu de vestiges gallo-romains sont encore visibles à Limoges : la villa de Brachaud, des vestiges situés sous le Lycée Renoir... il existe une grande distorsion entre ce qui a été découvert et ce qui a été préservé. Contrairement aux politiques menées à Périgueux, Poitiers, ou encore Saintes, la municipalité opte pour une conservation très limitée de ses nombreux vestiges. La destruction des quartiers et bâtiments découverts à Limoges depuis le milieu des années 1960 constitue également une grave perte pour l'étude de la civilisation gallo-romaine.

## Moyen Âge

### De la fin de l'Empire romain aux alentours de l'an mil
Vers 250, saint Martial venu de Rome avec deux compagnons, Alpinien et Austriclinien, évangélise la cité d'Augustoritum, devenant ainsi son premier évêque.
À la fin du IIIe siècle, Augustoritum est progressivement abandonnée à la suite des troubles et de l'insécurité provoqués par les invasions germaniques. La population se réfugie dans un lieu facilement fortifiable : le Puy Saint-Étienne.
Au Ve siècle, les Francs s'emparent de Limoges.
Dès le VIe siècle, un site voisin, dans une nécropole (le tombeau de Saint Martial au nord-ouest d'Augustoritum) fixe des populations attirée par le développement d'un pèlerinage.

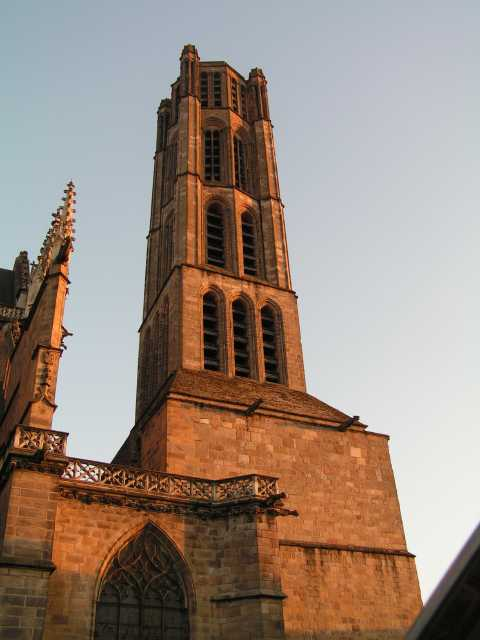
Cathédrale Saint-Étienne.

Dès lors, deux noyaux urbains fortifiés vont se développer :
- la Cité, soumise à l'évêque et dominée par la cathédrale Saint-Étienne ;
- le château Saint-Martial qui regroupe le tombeau de saint Martial et l'église Saint-Pierre-du-Sépulcre (culte rendu au premier évêque de Limoges).

Non loin du château Saint-Martial, un troisième pôle, associé à l'église Saint-Michel-des-Lions, semble se mettre en place vers le Xe siècle. C'est la résidence vicomtale composée d'une motte avec sa basse cour. Mais ce quartier vicomtal est rapidement relié au château Saint-Martial.
En 862, Limoges est pillée par les Vikings (Normands) du chef Hasting.

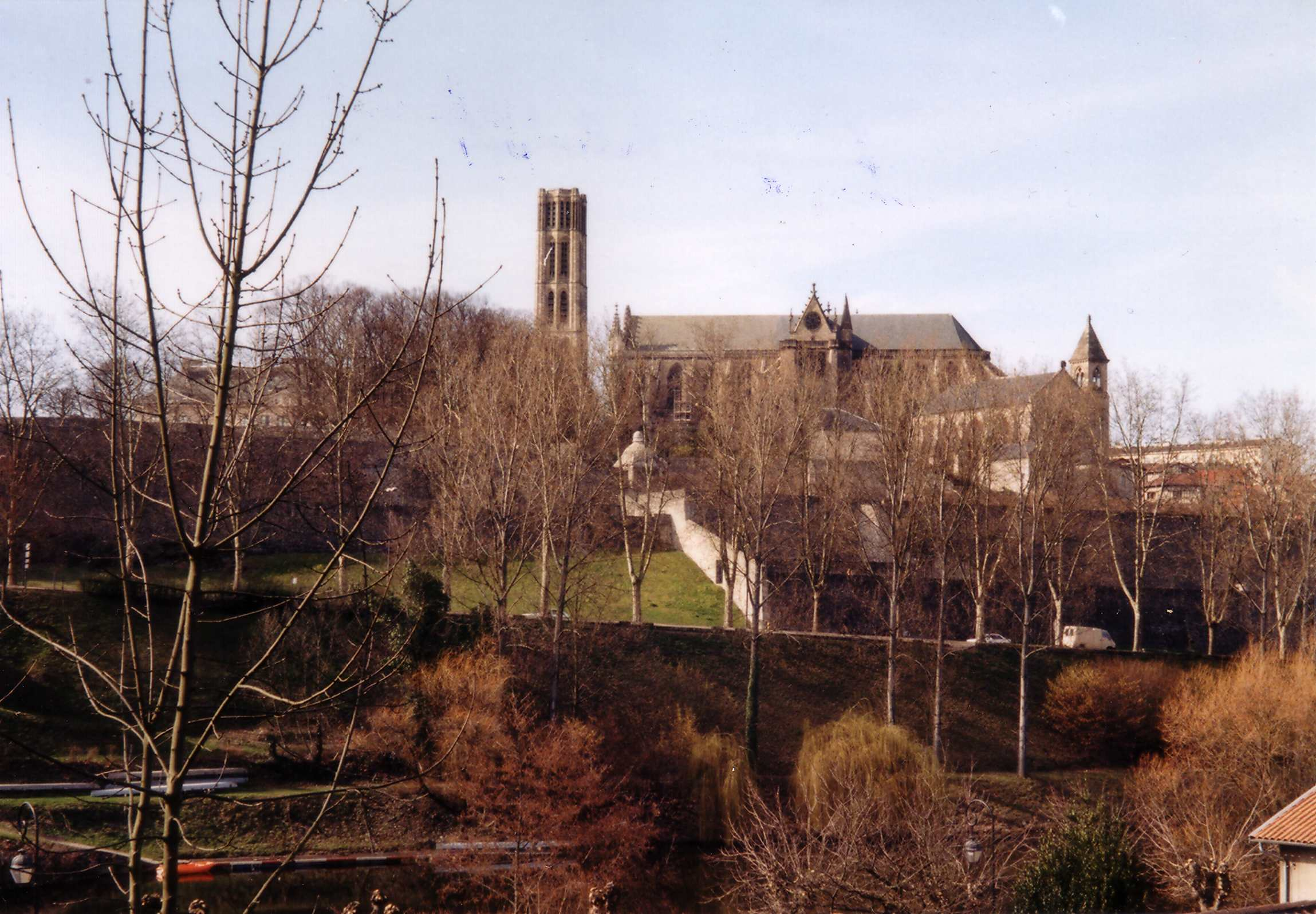
La cathédrale, les terrasses des jardins du palais de l'évêché.

À partir de l'an mil, le Limousin, grâce notamment au rayonnement de l'abbaye Saint-Martial de Limoges, devient un très riche foyer artistique. Dans le scriptorium de l'abbaye ou dans son proche environnement sont produits de magnifiques ouvrages enluminés, parmi lesquels de nombreux manuscrits musicaux ; c'est de ces poèmes para-liturgiques mis en musique que naît la poésie lyrique des troubadours comme Bertran de Born, dont le Limousin du XIIe siècle écrit l'une des pages les plus originales.
Dans ce paysage de l'an mil, des vestiges de la ville antique se dressent encore, notamment les grands monuments qui sont utilisés comme carrières.
D'après le moine Adémar, un incendie provoqué par des hommes du château de Saint-Martial aurait détruit l'église en 1005.

### Limoges durant la guerre de Cent Ans

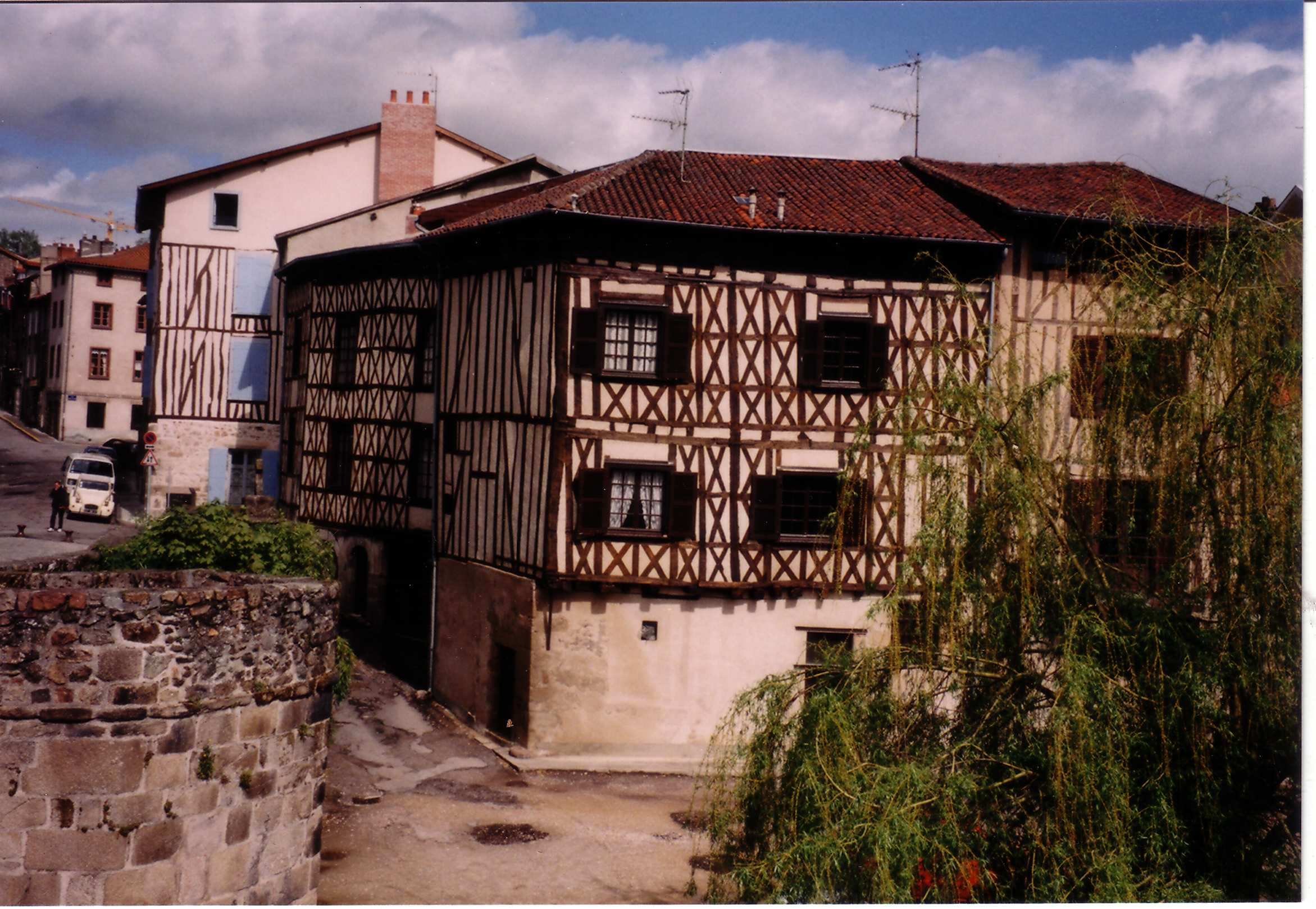
Maison à colombages au pont Saint-Martial.

Au XIIIe siècle, il y a toujours deux villes, mais le Château est plus protectif que la Cité.
- Sur sa motte féodale le Château a connu un fort développement. Il est entouré de murailles de douze mètres de haut, entourées d'un fossé de vingt mètres de large et profond de soixante-seize mètres. Ces murailles avaient huit portes et de nombreuses tours (les boulevards qui cernent le centre de la ville actuelle suivent le tracé de ces murailles). C'est l'époque de la grande splendeur de l'abbaye Saint-Martial.
- La Cité, à la population en partie cléricale, se voit dotée d'une nouvelle enceinte qui atteint la Vienne, cela pour protéger l'accès au pont Saint-Étienne construit par l'évêque. L'activité du port du Naveix est ainsi développée. Mais elle est victime d'un sac mené par le Prince Noir (Édouard de Woodstock, prince d'Aquitaine et de Galles) et son armée en septembre 1370. La Cité est en grande partie détruite, mais les seules victimes sont les membres de la garnison installée peu auparavant par les Français qui sont au nombre de trois cents personnes. Les « civils » de la Cité sont faits prisonniers. La Cité mettra beaucoup de temps à se relever de ce désastre.

À l'extérieur des murailles, les faubourgs prennent beaucoup d'ampleur : faubourg du pont Saint-Martial, faubourg Manigne, faubourg Boucherie.
Les Dominicains, les Franciscains, les Carmes s'installent dans ces quartiers populaires.
Limoges est au Moyen Âge chef-lieu d'une vicomté.

## Époque moderne

### XVIeetXVIIesiècles: la «ville sainte»

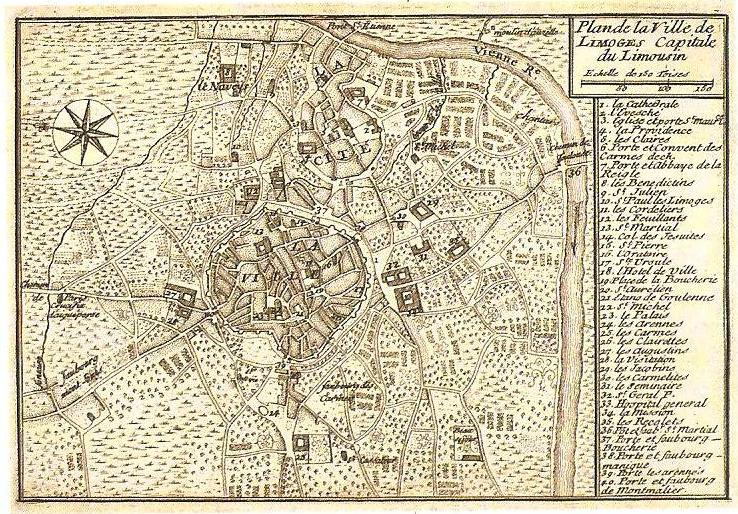
Ce plan de 1765 montre que la ville est toujours divisée en deux entités : en haut, la Cité, en bas le Château (ici la ville).

Les temps difficiles des guerres de Religion touchent relativement peu le Limousin et Limoges. Le prosélytisme réformé est d'ampleur réduite et de peu d'effets dans la population. On peut citer néanmoins le jet d'un caillou contre une châsse lors d'une procession, le prêche prononcé par Jeanne d'Albret place Sous-les-Arbres, au chevet de la basilique Saint-Martial, et l'ouverture éphémère d'un temple protestant dans le quartier de la Croix-Mandonnaud. Une brève tentative de la Ligue pour s'emparer du Château échoue devant la détermination des bourgeois et des chefs de la commune. Deux consuls sont blessés dont l'un, Étienne Pinchaud mortellement, et un capitaine de la milice succombe aussi à ses blessures, mais les ligueurs sont contenus et plusieurs de leurs chefs sont exécutés.
Le passage des armées du duc des Deux-Ponts, qui livre peu de temps après la bataille de la Roche-l'Abeille, à quelques kilomètres au Sud, ne touche pas la ville.
Par contre, le XVIIe siècle est capital dans l'histoire religieuse de la ville : c'est le moment où la Contre-Réforme (réforme catholique) prend une très grande ampleur ; des évêques énergiques accomplissent une tâche considérable, épaulés par des personnalités laïques ou non (Bernard Bardon de Brun, etc.). En quelques années, six compagnies de pénitents sont créées, plusieurs couvents fondés (les Cordeliers, les Récollets, etc.) ou réformés (les Carmes, la Règle, les Feuillants, etc.) et de grands travaux de reconstruction se multiplient (la Règle, par exemple). Deux séminaires sont érigés : séminaire des Ordinands et séminaire de la Mission. Le Collège, confié aux jésuites, encadre la formation des élites locales. Limoges y acquiert le surnom de « ville sainte ».

### XVIIIesiècle: la réunion
Les intendants royaux tentent d'ouvrir la ville médiévale. En 1712, est tracée la place Dauphine (actuelle place Denis-Dussoubs) dont l'architecture est caractéristique des places royales. Les remparts sont progressivement arasés, laissant place à de larges boulevards plantés d'arbres, ouvrant la ville sur la campagne. La place du Présidial est transformée par Turgot, de nombreux hôtels particuliers répondant au goût classique fleurissent : l'hôtel Bourdeau de la Judie (rue Cruche-d'or) et l'hôtel Pétiniaud de Beaupeyrat (rue Ferrerie) à l'intérieur des anciens murs du Château, mais aussi l'Hôtel Niaud et l'Hôtel Naurissard (actuelle Banque de France) sur les récents boulevards. La Cité se modernise aussi avec la construction du nouveau palais épiscopal (1777) et celle du couvent de la Providence. Les premières manufactures sont créées (textiles surtout, mais aussi faïences, puis les toutes premières manufactures de porcelaine dure de Limoges). Ainsi, à la veille de la Révolution, Limoges est en passe de devenir une ville moderne.

## Époque contemporaine
C'est en 1792 que la Cité est unie au Château pour former la commune de Limoges, ainsi que celles de la Brégère, Soubrevas Sainte-Claire et Uzurat. La Révolution française reçoit un écho favorable à Limoges : les symboles du pouvoir royal sont combattus et détruits avec acharnement, ainsi que les propriétés de l'Église. Plus de 70 % de la superficie appartenait en effet en 1792 à des institutions religieuses. L'abbaye Saint-Martial est détruite durant cette période de déchristianisation, mais sa démolition (qui a duré plus de dix ans) semble être également liée au mauvais état des bâtiments.
C'est un peu plus tard que l'industrie porcelainière se développe, ainsi que le flottage du bois destiné à cette même industrie. La population de la Cité est transformée en population de travailleurs chargés de retirer le bois de la rivière, l'empiler et le livrer aux fabriques pour l'alimentation des fours à porcelaine. La fabrication de la porcelaine peut se développer grâce au kaolin, matière première abondante dans la région. Depuis cette période, Limoges est mondialement connue pour sa porcelaine.

### Limoges auXIXesiècle

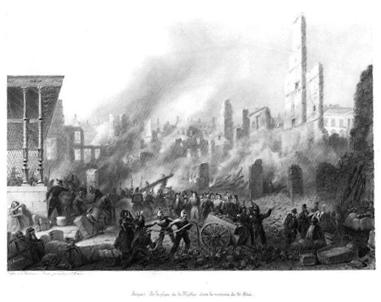
L'incendie de 1864 a entraîné la reconstruction du quartier situé entre la place d'Aine et la place de la Motte, permettant la disparition de l'insalubrité de cette zone, mais installant également à l'image d'autres quartiers un urbanisme mal maîtrisé.

À cette époque, l'industrie porcelainière nourrit une grande partie de la population limougeaude. En effet, le cycle de fabrication d'un service en porcelaine comporte de nombreuses professions et taches différentes (du livreur de matière première au vendeur, en passant entre autres par le chauffeur de four ou le peintre sur porcelaine). La porcelaine connaît un prestige international grâce à certains entrepreneurs américains, notamment la famille Haviland. Ce rayonnement international justifie l'ouverture d'un consulat des États-Unis à Limoges. Connue pour avoir apportée un soutien sans faille à la cause révolutionnaire, Limoges est un lieu très visité par les princes, ayant pour volonté d'attiser la ferveur royaliste. C'est ainsi que le duc et la duchesse d'Angoulême se rendent à Limoges en 1815, la duchesse de Berry en 1828 et le duc et la duchesse de Nemours en 1845,.

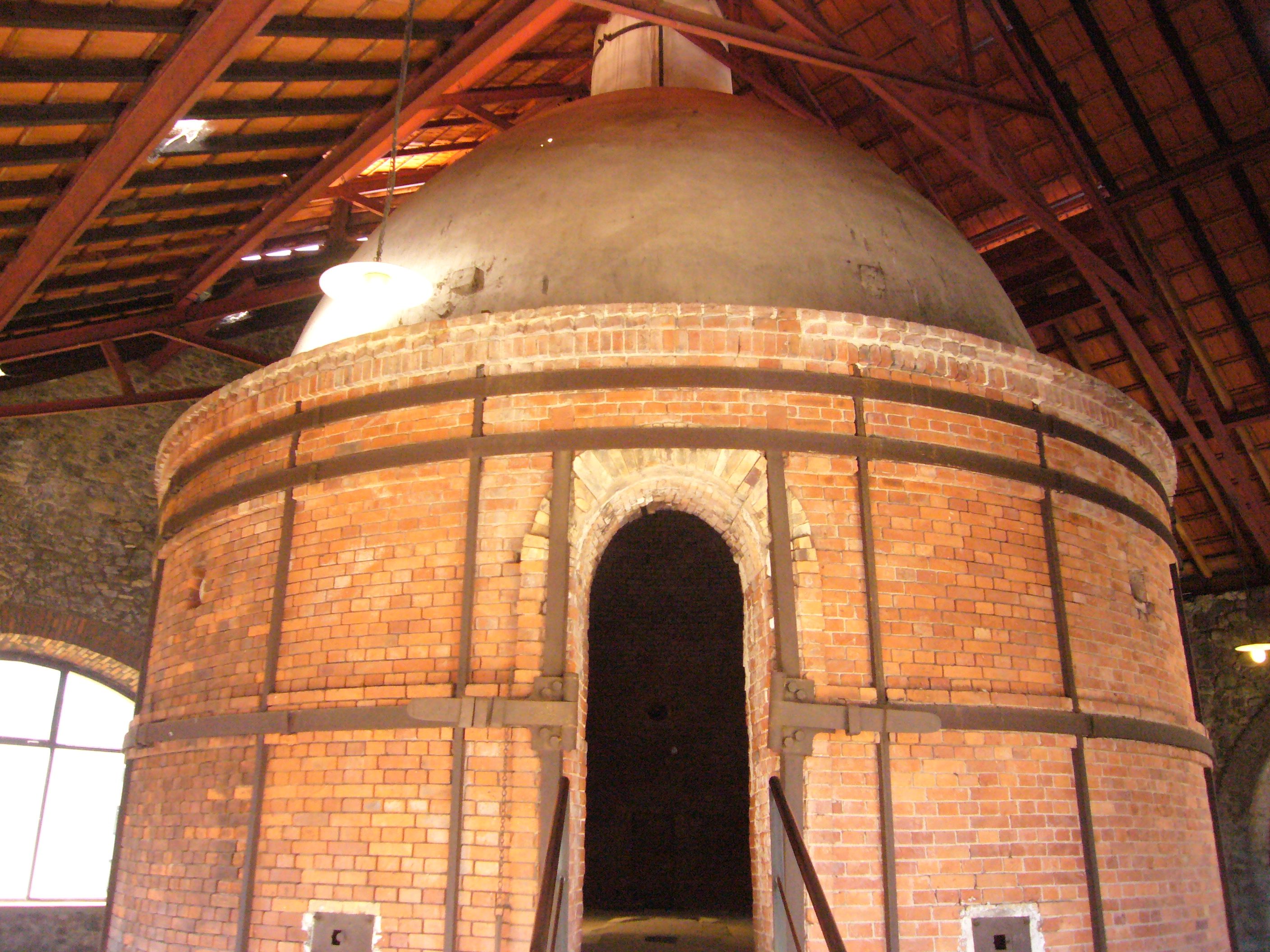
Le four des Casseaux.

Ce siècle voit également la construction de beaucoup des édifices actuels de Limoges, surtout à partir des années 1830, notamment sous l'impulsion du maire François Alluaud qui mène une politique de grands travaux aboutissant à la percée de grands axes, tels que l'avenue de la Libération, le cours Jourdan ou encore l'avenue Georges Dumas. La ville se dote alors de nouveaux équipements parallèlement au développement de son industrie : 
- Entre 1833 et 1839, le Pont-Neuf est construit, puis livré à la circulation le 29 juillet 1839[10] (il a été élargi depuis pour faire face à la circulation croissante).
- La première gare des Bénédictins est mise en service en 1858[9]. Mais elle s'est vite avérée trop petite face à une circulation toujours plus intense.
- En 1875, c'est le viaduc de la ligne Paris-Toulouse qui est mis en service.
- À la fin du siècle, des élus municipaux commencent l'« assainissement » du centre ville. Les travaux de démolition débutent dans les années 1880 et s'achèvent dans les années 1920. Quelques-uns des plus vieux quartiers de Limoges, réputés insalubres et accueillant divers trafics et la prostitution, sont éliminés. De nouvelles voies de communication sont ouvertes. L'actuelle rue Jean-Jaurès en est l'exemple type ; elle remplace les quartiers mythiques du Viraclaud et du Verdurier, rasés durant cette période. À la place des quartiers rasés s'élèvent, entre autres, la préfecture, l'Hôtel des Postes, un cirque en dur (remplacé aujourd'hui par le grand théâtre) et de nombreux immeubles.
- L'Hôtel de ville, quant à lui, est ouvert en 1883. Il est construit à la place du couvent de Saint-Gérald (racheté le 3 juillet 1802 par la ville, le couvent a servi de mairie jusqu'en 1878).
- Le pont de la Révolution voit le jour en 1885.

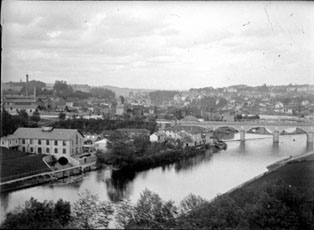
Limoges et la Vienne vus depuis le train en 1899 (Eugène Trutat).

La précarité de la condition des ouvriers conduit ceux-ci à participer aux mouvements de révolte et de révolution.
Pendant la révolution de 1830, de juillet à novembre, des grèves éclatent pour l'augmentation des salaires et la diminution de la journée de travail.
Le 27 avril 1848 éclatent des incidents ; Théodore Bac prend la tête du mouvement et pendant vingt jours, jusqu’au 18 mai, Limoges est aux mains d’un pouvoir ouvrier. Depuis les événements de 1848, Limoges est devenue « la Rome du Socialisme » selon l’expression de Pauline Roland.
Pendant la Commune, les insurgés bloquent un train de soldats en route pour la capitale. C'est depuis cette époque que Limoges a pris le surnom de « Ville Rouge ».
En 1895, c'est à Limoges que naît la première confédération ouvrière, la Confédération générale du travail (CGT).

### Limoges auXXesiècle
Au début de l'année 1905, une série de grèves éclatent dans les usines de chaussures et de porcelaine de la ville, les ouvriers ne supportant plus leurs conditions de travail. Le 14 avril, les ouvriers envahissent les usines ; le lendemain, une première barricade s'élève, c'est le début des émeutes. Le 17 avril, un cortège de trois mille personnes se rend à la prison pour délivrer les ouvriers emprisonnés pour vol. Les dragons (gendarmes à cheval) chargent ; un jeune peintre sur porcelaine, venu observer plus que se battre, est tué. La mort de Camille Vardelle est encore aujourd'hui un épisode célèbre de l'histoire limougeaude et a un grand retentissement dans toute la France. Limoges garde le souvenir de ces grèves et surtout de ce jeune homme « tué par des balles françaises ». Une stèle lui rend hommage dans le jardin d'Orsay.

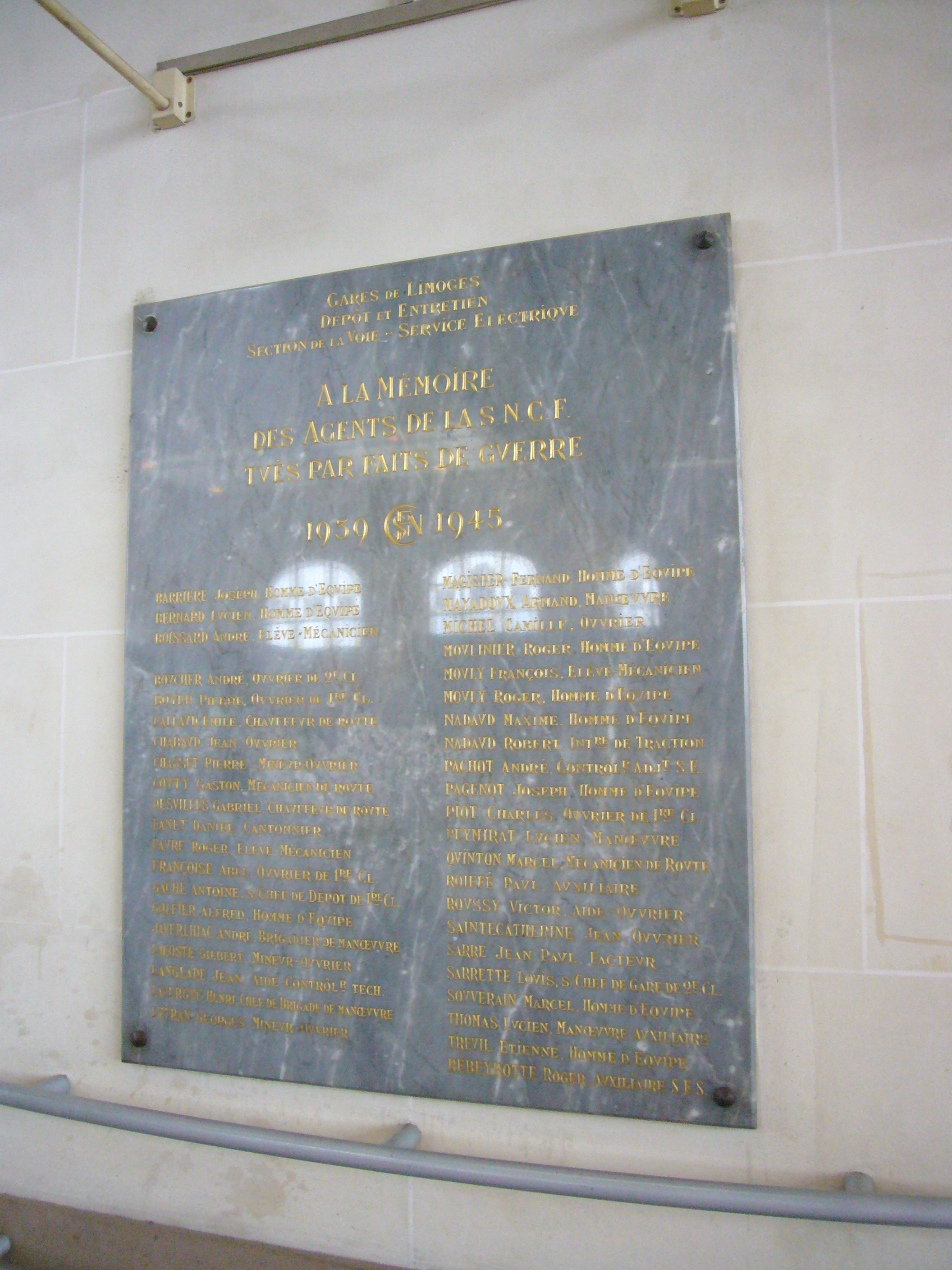
Plaque en hommage aux agents de la SNCF morts en résistants.

Georges-Emmanuel Clancier s'inspira de cette période dans son roman Le Pain noir.
Au début du XXe siècle, une activité minière naît de l'exploitation des mines d'or de Beaune-les-Mines, au nord de la ville.
L'ancienne gare des Bénédictins étant devenue trop petite, une nouvelle gare (l'actuelle gare des Bénédictins) est mise en service en 1929.

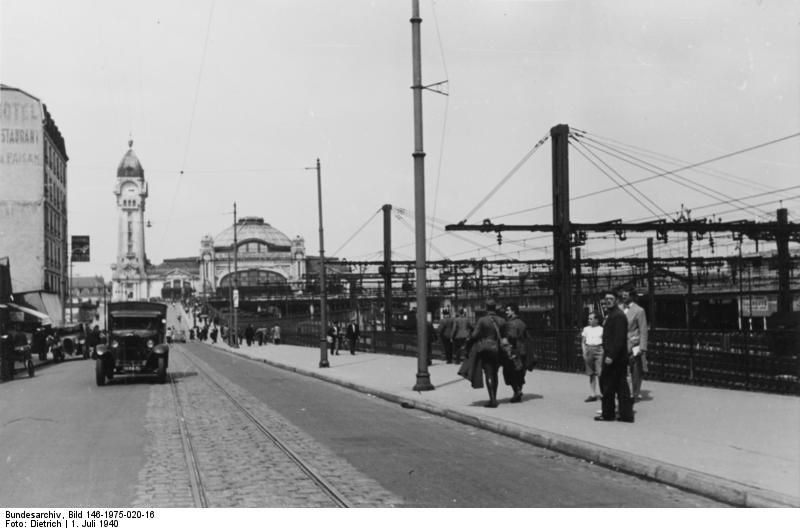
Cette photographie de juillet 1940 montre des soldats allemands au milieu de civils, près de la gare des Bénédictins, juste après la capitulation française.

Le 27 mai 1940, l’avancée rapide des troupes allemandes entraîne l'arrivée de 89 parlementaires belges à Limoges qui installent le Parlement dans la mairie. C’est là qu’ils apprennent la capitulation du roi des Belges Léopold III, le 28 mai. Ils votent une motion la condamnant le 31 (votée par 216 parlementaires sur 319). Le gouvernement en exil se réfugie le 18 juin à Londres pour la durée de la guerre,.
Le 25 juin 1940, quelques soldats allemands en voiture sont vus à Limoges, et le 1er juillet, une voiture de la propagande allemande (PK) venue de la zone occupée, effectue des photographies des soldats français déambulant sans arme et des troupes coloniales noires.
Le 11 novembre 1942, les Allemands envahissent la zone dite libre et s'installent à Limoges.
La veille du massacre d'Oradour-sur-Glane, les dirigeants nazis de la division Das Reich établissent leur quartier général dans les bâtiments du Central Hôtel, devenu plus tard le Lux Hôtel, fermé en 2007.
Le 21 août 1944, une semaine après Brive, Limoges est libérée par les résistants FTP, sous le commandement de Georges Guingouin, célèbre maquisard limousin surnommé « Lou Grand » (le grand), après une semaine de combats tout autour de la ville menés par ses dix mille hommes.
Limoges poursuit son développement tout au long du XXe siècle, mais avec un ralentissement depuis les années 1980. Ville ouvrière au départ, le secteur tertiaire y occupe aujourd'hui une grande place. (le Centre Hospitalier Universitaire (premier employeur) et la Ville de Limoges totalisent à eux seuls près de sept mille emplois).
Sous les mandatures de Louis Longequeue, de grands équipements viennent renforcer le statut de métropole régionale que Limoges entretient aussi en tant que chef-lieu du Limousin, devenu collectivité territoriale par la loi Defferre de 1982.
Ainsi, sont édifiés le palais des sports de Beaublanc pour le Limoges CSP club de basket-ball, créé en 1929, le centre hospitalier universitaire, et différents équipements culturels comme le grand théâtre municipal ou les centres culturels municipaux. En 1968, une université autonome, détachée de celle de Poitiers, est constituée à partir de facultés existantes.
Le maire suivant, Alain Rodet, en fonction à partir de 1990, poursuit ces travaux :  bibliothèque multimédia francophone, technopole Ester (centre de ressources et d’échanges implanté au cœur d’un parc de 195 ha). La technopole d’Ester s’affirme avant tout comme un lieu de fertilisation, d’éclosion et d’épanouissement de projets innovants et de hautes technologies,.

### Limoges auXXIesiècle
Le développement de l'intercommunalité permet le lancement de nouveaux projets dans les années 2000, comme le Zénith ou l'agrandissement du stade de Beaublanc : situé près du Palais des sports de Beaublanc, il a une capacité de 9 872 places (tribune Nord : 5 000 personnes, tribune Sud : 4 000 personnes, virage Est : 872 personnes) ; c'est le terrain de jeu du Limoges rugby et de certaines sections sportives de l'ASPTT Limoges. La décennie 2010 voit aboutir d'autres équipements sportifs, comme l'Aquapolis, centre aquatique de Limoges Métropole, ouvert depuis janvier 2015 et géré par la société Vert Marine sous la forme d'une délégation de service public, ou le vélodrome. Depuis le 1er septembre 2014, la Communauté d’agglomération Limoges Métropole a lancé le chantier du futur vélodrome communautaire.
La ville de Limoges est marquée en 2015 par la perte de son statut de capitale régionale, consécutive à la disparition de la région Limousin, englobée dans la région Nouvelle-Aquitaine au 1er janvier 2016. Cette réforme crée de nombreuses incertitudes sur le plan démographique et économique, mais ses effets sont jugés contrastés.